# Globidrillia micans
Globidrillia micans é uma espécie de gastrópode do gênero Globidrillia, pertencente a família Drilliidae.